# Pachycheilosuchus
Pachycheilosuchus es un género extinto de mesoeucrocodilio del Cretácico Inferior de Texas, Estados Unidos. Anteriormente conocido como parte de la "forma de Glen Rose", este crocodilomorfo es notable de sus vértebras procélicas, que por lo demás solo se encuentran en los eusuquios derivados (esto significa que las vértebras se articulan con un extremo redondeado en la superficie anterior y una superficie posterior cóncava), un margen grueso en los maxilares (los huesos que poseen la mayoría de los dientes superiores; de ahí el nombre del género, que en griego significa "cocodrilo de labio grueso"), y un escudo en el cuello formado por la fusión de seis osteodermos individuales.

## Descripción
Pachycheilosuchus está basado en el espécimen holotipo SMU 75278, un maxilar derecho, junto con los restos de un mínimo de otros 13 individuos, los cuales en conjunto representan la mayor parte del esqueleto excepto por las manos, pies y parte del cráneo. Los restos fueron recuperados cerca de la zona superior de la Formación Glen Rose en el condado de Erath en el centro de Texas, en rocas que datan de la época del Albiense. Los fósiles fueron hallado en un lecho de huesos en una unidad rocosa de caliza, con lentes de lutita, probablemente depositados en un ambiente protegido de agua salobre poco profunda, cerca de la costa. La especie tipo es P. trinquei, en honor de Lance Trinque, un asistente de campo quien ayudó a descubrir y excavar el sitio en el cual se hallaron los restos del animal. Este género fue nombrado y descrito por Jack Rogers en 2003.
No era un crocodilomorfo grande; por ejemplo, de los fémures recolectados, el más largo medía solo 91.2 milímetros de largo. Se estima su longitud corporal entre 63.5 centímetros a 80 centímetros, usando dos métodos diferentes. Aunque los restos son pequeños, parece que al menos algunos de los individuos eran adultos, al tener fusionadas partes de sus vértebras individuales. Adicionalmente, se recuperó un huevo de 49 milímetros de largo de tipo crocodiloideo junto con los esqueletos fósiles, y tiene un tamaño razonable para haber provenido de un individuo con una longitud de 63.5 centímetros, lo que sugiere que algunos de estos ejemplares eran ya sexualmente maduros.
Los maxilares tiene un borde ("labio") que sobresale a lo largo de su superficie externa, y la fila de dientes se situaba lejos de este borde. Un maxilar tiene una marca de perforación oval, de 5 milímetros por 6.5 mm., probablemente hecha por un depredador mayor. El hocico era corto y plano. Las vértebras eran procélicas en el cuello, la espalda y parte de la cola, y su forma procélica estaba más notablemente desarrollada en las vértebras del cuello. Las vértebras procélicas tienen un tipo de articulación basada en la forma de las caras anterior y posterior del centro vertebral. En las vértebras procélicas, estas se articulan con una superficie anterior cóncava y una superficie posterior convexa. Las vértebras de Pachycheilosuchus tenían además un leve hoyuelo o concavidad en la superficie posterior, lo que hace a estos huesos diferentes de las vértebras procélicas que son un rasgo distintivo de los crocodilomorfos eusuquios derivados. Debido a esta diferencia, y ya que Pachycheilosuchus no tenía varias de las demás características de los eusuquios, es probable que haya evolucionado la condición procélica independientemente. El cúbito, el hueso más grande del antebrazo, está fuertemente curvado. Pachycheilosuchus tenía en su armadura un curioso escudo óseo en su cuello, compuesto de seis placas individuales fusionadas.

## Clasificación
Usando un análisis cladístico, Rogers encontró que muy probablemente Pachycheilosuchus estaba cercanamente relacionado con la familia Atoposauridae. Este clado de pequeños crocodilomorfos también aparece en el Cretácico Inferior, e incluye a algunos miembros con vértebras procélicas.

## La "forma de Glen Rose"
Anteriormente, los fósiles de crocodilomorfos de Glen Rose habían sido conocidos bajo la designación informal de "forma de Glen Rose". Los fósiles conocidos con este nombre incluían un cráneo en el Museo Nacional de Historia Natural del Instituto Smithsoniano y dos esqueletos parciales en el Museo Memorial de Texas, junto con huesos aislados. Con la descripción de Pachycheilosuchus, parece que la "forma de Glen Rose" era una quimera paleontológica; el cráneo y los dos esqueletos carecían de la mandíbula con "labio" y las vértebras procélicas, y por tanto no pertenecen a Pachycheilosuchus sino a una forma aún sin describir, aunque algunos de los huesos aislados sí son de Pachycheilosuchus. Por lo tanto, habría al menos dos crocodilomorfos en la Formación Glen Rose.